# 跨山 (南卡罗来纳州)
跨山（英文：Cross Hill），是美国南卡罗来纳州下属的一座城市。城市类型是“Town”。其面积大约为3.09平方英里（8.01平方公里）。根据2010年美国人口普查，该市有人口507人，人口密度约为每平方 英里164.02人（约合每平方公里63.33人）。